# Las nad Braciejową
Las nad Braciejową (PLH180023) – projektowany specjalny obszar ochrony siedlisk, aktualnie obszar mający znaczenie dla Wspólnoty, położony na Pogórzu Strzyżowskim, o powierzchni 1440,17 ha. Leży w południowej części miasta Dębicy, w gminie wiejskiej Dębica, a niewielkie fragmenty na południowo-wschodnim krańcu obszaru leżą także na terenie gminy Ropczyce.
Prawie całe terytorium obszaru leży w granicach Obszaru Chronionego Krajobrazu Pogórza Strzyżowskiego.
W obszarze ochronie podlegają następujące typy siedlisk z załącznika I dyrektywy siedliskowej:
- żyzna buczyna karpacka Dentario glandulosae-Fagetum – ok. 85% obszaru
- grąd Tilio-Carpinetum
- kwaśna buczyna górska Luzulo-Fagetum
- jaworzyna z miesiącznicą trwałą Lunario-Aceretum
- łęgi: podgórski łęg jesionowy Carici remotae-Fraxinetum, nadrzeczna olszyna górska Alnetum incanae, bagienna olszyna górska Caltho-Alnetum
- łąki świeże

Spośród gatunków zwierząt z załącznika II występują tu:
- kumak górski Bombina variegata
- traszka karpacka Lissotriton montandoni
- czerwończyk nieparek Lycaena dispar
- krasopani hera Callimorpha quadripunctaria
- pachnica dębowa Osmoderma eremita
- zgniotek cynobrowy Cucujus cinnaberinus
- biegacz gruzełkowaty Carabus variolosus